# Museu públic d'art modern i contemporani d'Alger
El Museu públic nacional d'art modern i contemporani d'Alger (en francès: Musée public national d'art moderne et contemporain d'Alger) va ser inaugurat el 2007, com a part de l'esdeveniment Alger, capital de la Cultura Àrab 2007, promogut per la ministra de Cultura d'Algèria Khalida Toumi.
El Museu d'Art Modern es troba a Alger a la via comercial Larbi Ben M'hidi (antiga rue d'Isly). Amb arquitectura neo-àrab, l'edifici va ser construït el 1900 per albergar el magatzem de l'Algèria colonial Les Galeries de França.